# Christian Makoun
Christian Makoun (Valencia, 2000. március 5. –) venezuelai válogatott labdarúgó, az amerikai New England Revolution hátvédje.

## Pályafutása

### Klubcsapatokban
Makoun a venezuelai Valencia városában született. Az ifjúsági pályafutását a Zamora akadémiájánál kezdte.
2016-ban mutatkozott be a Zamora első osztályban szereplő felnőtt csapatában. A 2018–19-es szezonban az olasz Juventus U23-as keretében szerepelt kölcsönben. 2020 januárjában az észak-amerikai első osztályban érdekelt Inter Miami csapatához igazolt. Először a 2020. március 1-jei, Los Angeles ellen 1–0-ra elvesztett mérkőzés 79. percében, Matías Pellegrini cseréjeként lépett pályára. Első gólját 2021. szeptember 15-én, a Toronto ellen idegenben 1–0-ra megnyert találkozón szerezte meg. 2022-ben az újonnan alakult Charlotte szerződtette. 2022. február 27-én, a DC United ellen 3–0-ra elvesztett bajnokin debütált.
2022. augusztus 4-én szerződést kötött a New England Revolution együttesével.

### A válogatottban
Makoun az U17-es és az U20-as korosztályú válogatottakban is képviselte Venezuelát.

## Családja
Christian Makoun kameruni utánpótlás válogatott labdarúgó fia.

## Statisztikák
2022. október 1. szerint
| Klub                   | Szezon   | Osztály          | Bajnokság | Bajnokság | Kupa  | Kupa | Nemzetközi | Nemzetközi | Összesen | Összesen |
| Klub                   | Szezon   | Osztály          | Meccs     | Gól       | Meccs | Gól  | Meccs      | Gól        | Meccs    | Gól      |
| ---------------------- | -------- | ---------------- | --------- | --------- | ----- | ---- | ---------- | ---------- | -------- | -------- |
| Zamora                 | 2016     | Primera División | 0         | 0         | 4     | 0    | —          | —          | 4        | 0        |
| Zamora                 | 2017     | Primera División | 9         | 0         | 5     | 0    | 2          | 0          | 16       | 0        |
| Zamora                 | 2018     | Primera División | 13        | 0         | 0     | 0    | 2          | 0          | 15       | 0        |
| Zamora                 | 2019     | Primera División | 10        | 1         | 0     | 0    | —          | —          | 10       | 1        |
| Zamora                 | Összesen | Összesen         | 32        | 1         | 9     | 0    | 4          | 0          | 45       | 1        |
| Inter Miami            | 2020     | MLS              | 4         | 0         | 0     | 0    | —          | —          | 4        | 0        |
| Inter Miami            | 2021     | MLS              | 26        | 2         | 0     | 0    | —          | —          | 26       | 2        |
| Inter Miami            | Összesen | Összesen         | 30        | 2         | 0     | 0    | 0          | 0          | 30       | 2        |
| Charlotte              | 2022     | MLS              | 13        | 0         | 3     | 1    | —          | —          | 16       | 1        |
| New England Revolution | 2022     | MLS              | 7         | 0         | 0     | 0    | —          | —          | 7        | 0        |
| Összesen               | Összesen | Összesen         | 82        | 3         | 12    | 1    | 4          | 0          | 98       | 4        |

### A válogatottban
| Válogatott | Év       | Pályára lépés | Gól |
| ---------- | -------- | ------------- | --- |
| Venezuela  | 2022     | 4             | 0   |
| Összesen   | Összesen | 4             | 0   |

## Sikerei, díjai
Zamora
- Primera División
  - Bajnok (1): 2016

- Copa Venezuela
  - Döntős (2): 2017, 2019

- Copa Bicentenaria
  - Győztes (1): 2018

Venezuela U20
- U20-as VB
  - Döntős: 2017

## Fordítás
Ez a szócikk részben vagy egészben  a   Christian Makoun című angol Wikipédia-szócikk fordításán alapul.  Az eredeti cikk szerkesztőit annak laptörténete sorolja fel. Ez a jelzés csupán a megfogalmazás eredetét és a szerzői jogokat jelzi, nem szolgál a cikkben szereplő információk forrásmegjelöléseként.